# ЛТЦ (хоккейный клуб, Прага)
ЛТЦ Прага (от англ. Lawn Tennis Club) — чешский (чехословацкий) хоккейный клуб, существовавший в 1904—1950 годах.

## История
В 1904 в спортивном клубе «Славия» Прага была основана секция тенниса, названная «Лаун Теннис Клаб», сокращенно ЛТЦ. Первоначально главным видом спорта в этом клубе был теннис. Скоро интерес теннисистов к хоккею с шайбой стал настолько велик, что ими была собрана команда. На протяжении многих лет клуб привлекал мало внимания, до тех пор, пока в 1927 в результате ссоры между хоккеистами пражской «Спарты» недовольные игроки (среди которых выделялись Ян Пека, Йозеф Малечек, Иржи Тожичка) не перешли в ЛТЦ. Клуб стал очень известным. Команда отправилась в турне по Европе и встретилась со сборной Канады, что значительно улучшило её игру.
В 1930-е и 1940-е ЛТЦ был практически непобедим в Чехословакии, а в Европе был одной из сильнейших команд континента: семь раз выигрывал Кубок Шпенглера и дважды финишировал вторым. Многие игроки ЛТЦ выступали за сборную Чехословакии.
В 1948 году ЛТЦ сыграл серию из трёх матчей со сборной Москвы (3:6; 5:3; 2:2).
В 1950 году эмигрировали ведущие игроки команды Ярослав Дробны и Олдржих Забродски. Под подозрение необоснованно попали многие другие хоккеисты (не только ЛТЦ), и коммунистическое правительство запретило сборной Чехословакии, основу которой составляли хоккеисты ЛТЦ, ехать на Чемпионат мира в Лондон. Игроки сборной были осуждены на тайных политических процессах и приговорены к 15 годам лишения свободы по сфабрикованным нелепым обвинениям.
После всего этого в 1951 ЛТЦ слился с клубом «Татра Смихов», играя лишь незначительную роль, и в 1957 вылетел во вторую лигу. В 1964 ЛТЦ вошёл в состав «Славии», клуба, из которого он первоначально возник.

## Достижения
- Чемпион Чехословакии: 13 (1930, 1931, 1932, 1933, 1934, 1935, 1937, 1938, 1939, 1946, 1947, 1948, 1949)
- Чемпион Протектората Богемия и Моравия: 4 (1940, 1942, 1943, 1944)
- Победитель Кубка Шпенглера: 7 (1929, 1930, 1932, 1937, 1946, 1947, 1948)
- Финалист Кубка Шпенглера: 2 (1936, 1938)
- Победитель Кубка Татр: 3 (1930, 1931, 1949)

## История названий
- 1904: ЛТЦ Прага
- 1949: ЗСЕ Здар ЛТЦ Прага
- 1950: ЗСЕ ОД Прага
- 1951: Татра Смихов